# جائزة نيوزيلندا الكبرى 1955
جائزة نيوزيلندا الكبرى 1955 هو سباق فورمولا 1 أقيم بتاريخ 8 يناير 1955 في أوكلاند، نيوزيلندا.